# Livistona drudei
Livistona drudei är en enhjärtbladig växtart som beskrevs av Ferdinand von Mueller och Carl Georg Oscar Drude. Livistona drudei ingår i släktet Livistona och familjen Arecaceae. Inga underarter finns listade i Catalogue of Life.